# 教部省
教部省（きょうぶしょう）は、明治初期の太政官制度のもと、宗教統制による国民教化の目的で設置された中央官庁組織である。

## 概説
明治5年3月14日（1872年4月21日）に神祇省を改組し、民部省社寺掛を併合する形で設置。神祇官内に設置された宣教使の神道と儒教を基本とした国民教導が失敗したことを受け、当時最大の宗教勢力であった仏教、特に浄土真宗の要請によって神・儒・仏の合同布教体制が敷かれた。キリスト教の（半ば黙認という形での）禁制解除、社寺に於ける女人結界の解除など近代宗教政策を実施する一方で、神祇官が為し得なかった国民教化を実現する為に教導職制度を設け、三条教則による国民教化・大教宣布運動を行った。
教導職は半官半民の任命制であり、神官・神職、僧侶などの宗教家を始め、落語家や歌人、俳人なども教導職に任命された。教部省に置かれた教導職の最上位を教正とし、国民教化をより具体的に行う為、教導職の全国統括機関である大教院、各府県単位の統括を行なう中教院が設置され、全国に小教院が置かれた。しかしながら、当時新進であった神道勢力と旧来よりの勢力を保っていた浄土真宗との深刻な意見対立によって実績は揚がらぬまま、浄土真宗の大教院離脱を経て、明治10年（1877年）1月11日に廃止、機能は内務省社寺局へ移された。

## 教部省を巡る問題
神祇官・宣教使の宣教政策の失敗を受けて出来上がった教部省であったが、最終的には廃止という結果となった。その原因として当時の宗教行政の混乱が挙げられる。政府は当初、伝統宗教の権威と地盤を以ってキリスト教防御と維新後の新体制を国民に教導する考えであったが、近代国家の樹立の為には政教分離と信教の自由を国家の基本方針として盛り込むことは避けられず、また西洋諸国との外交関係に於いてキリスト教の禁制解除は不可欠となった。また、近代的学校制度の整備によって宣教政策の目的が達成されるとの観点から、政府は教部省の存在自体を懐疑的に捉える結末となり、上記の混乱によって既存の宗教勢力は右往左往することとなった。そのような混乱の中、神仏分離で劣勢に立たされていた仏教勢力、特に明治維新に際して倒幕側を支援した浄土真宗は巧みな政治工作によって教部省を政府に樹立させたが、宗名問題（浄土真宗が公式に否認している「一向宗」を宗派名として強要しようとした問題）を機に浄土真宗内部からも政府への反発が高まってきたこともあり、教部省の施策が暗礁に乗り上げると政教分離の観点から脱退するといった動きを見せた。

## 大教院神殿問題
教導職の全国統括機関であった大教院は東京芝にある増上寺内に設置された。大教院の設置は仏教主導で行われた事もあり、増上寺の施設献納も自発的なものだったが、神道勢力が主導権を握りはじめると、献納を拒否する動きをみせた。しかし、増上寺の献納は予定通り進められ、なかば強引に増上寺本堂は大教院として召し上げられ、大教院神殿の拝殿として用いられた。更には神殿で行なわれる祭祀に教導職である僧侶の参列と拝礼を義務付けた為に仏教勢力の一部を激しく怒らせる結果となった（又、その反面に幟を掲げるなどして熱烈な祝福を示した僧侶もいた）。その後、仏堂の中に神社が設けられた事に反発した廃仏主義者の旧薩摩藩士によって明治7年（1874年）1月1日に放火され、旧増上寺本堂は全焼したが神体はかろうじて助け出された。この神体は芝東照宮に一時奉遷され、神道勢力が新たに設置した神道事務局の神殿に遷された。

## 官員
教部卿
- 嵯峨実愛（1872年）
- 大木喬任（1872年 - 1873年）

教部大輔
- 福羽美静（前任神祇大輔　-1872年）
- 宍戸璣（1872年 - 1877年）

教導職
- 教導職を参照。